# Arctornis mallephrika
Arctornis mallephrika är en fjärilsart som beskrevs av Holloway 1999. Arctornis mallephrika ingår i släktet Arctornis och familjen tofsspinnare. Inga underarter finns listade i Catalogue of Life.